# Tommy Körberg
Tommy Körberg (født 4. juli 1948 i Norsjö, Sverige) er en svensk sanger og skuespiller.
Allerede som barn havde Tommy Körberg lokale optrædener og var solist i et kor. Den store debut kom i 1968 med albummet Nature Boy, der gav ham en Grammy som "Årets nykommer". I 1969 deltog han i Eurovision Song Contest med sangen "Judy min vän" og året efter fik han sine store hits med sangene "Drömmen om Elin" og "Som en bro över darkka vatten".

## Udvalgt filmografi
- Sverige åt svenskarna (1980)
- Ronja Røverdatter (1984)
- Blackout (1986)
- Drømmehuset (1993)
- Chess (2003)
- Casanova (2005)
- Fridtjofs jul (tv-film, 2006)
- Svensson, Svensson (tv-serie, 2008)
- Gåsmamman (tv-serie, 2015-2016)
- Helt perfekt (tv-serie, 2021)
- Til solen står op (2021)
- Toppen (tv-serie, 2022)